# شباعة (بلاد الروس)

تعديل مصدري - تعديل

شباعة هي إحدى قرى عزلة الربع الشرقي بمديرية بلاد الروس التابعة لمحافظة صنعاء، بلغ تعداد سكانها 637 نسمة حسب تعداد اليمن لعام 2004.